# Amicale marocaine des handicapés
L'AMH, ou l'Amicale marocaine des handicapés, est une association marocaine fondée en 1992 et reconnue d'utilité publique en 1996, intervient dans les domaines de la santé, l’action sociale, la formation, l’entrepreneuriat, le plaidoyer, facilitant l'intégration des personnes en situation de handicap au sein de la société marocaine.

## Histoire
L’amicale marocaine des handicapés voit le jour le 22 mars 1991, pour faire face au manque d’infrastructures de prise en charge dédiées au handicap au Maroc, et commence par mener des actions de sensibilisation pour mobiliser la population et les pouvoirs publics, en adoptant un modèle social basé sur la solidarité socio-professionnel l’association lance ses activités dans le secteur de la santé en 2001 et crée le centre Noor (établissement de rééducation et réadaptation fonctionnelle), inauguré par SM le Roi Mohammed VI. En 2008, pour compléter les actions santé, un service d’action sociale est mis en place pour faciliter l’autonomie, une équipe de travailleurs sociaux accompagne les personnes en situation de vulnérabilité et handicap dans la réalisation de leurs projets.
Pour élargir son impact social et affirmer son statut d’entrepreneur social, l’amicale marocaine des handicapés renouvelle son organisation en 2011. Amina Slaoui en est devenue présidente .
En 2015, l’institution Tahar Sebti, association à but non lucratif reconnue d’utilité publique, rejoint l'AMH, cela marque le lancement des activités éducation et formation, et dans l'année qui suit, elle se développe avec un changement d’identité l'AMH (Act I Make I Hope).
En 2017, le centre hospitalier noor à Bouskoura s’agrandit, le projet d’extension sur une superficie de 2 000 m2, a permis au centre d’accueillir plus de 1 400 patients et de dispenser plus de 20 000 actes de rééducation physique et de réadaptation fonctionnelle.
En 2019, un 2ème centre hospitalier voit le jour, l'AMH ouvre son deuxième établissement dans la ville de Khouribga.

## Rôle et structures
L'AMH a pour rôle de favoriser l’inclusion des personnes en situation de handicap et de vulnérabilité dans la société marocaine en combinant entrepreneuriat et intérêt général, ses activités sont déployés à travers des établissements médicaux, des établissements scolaires et de formation et un centre d’action sociale.

### Pôle santé

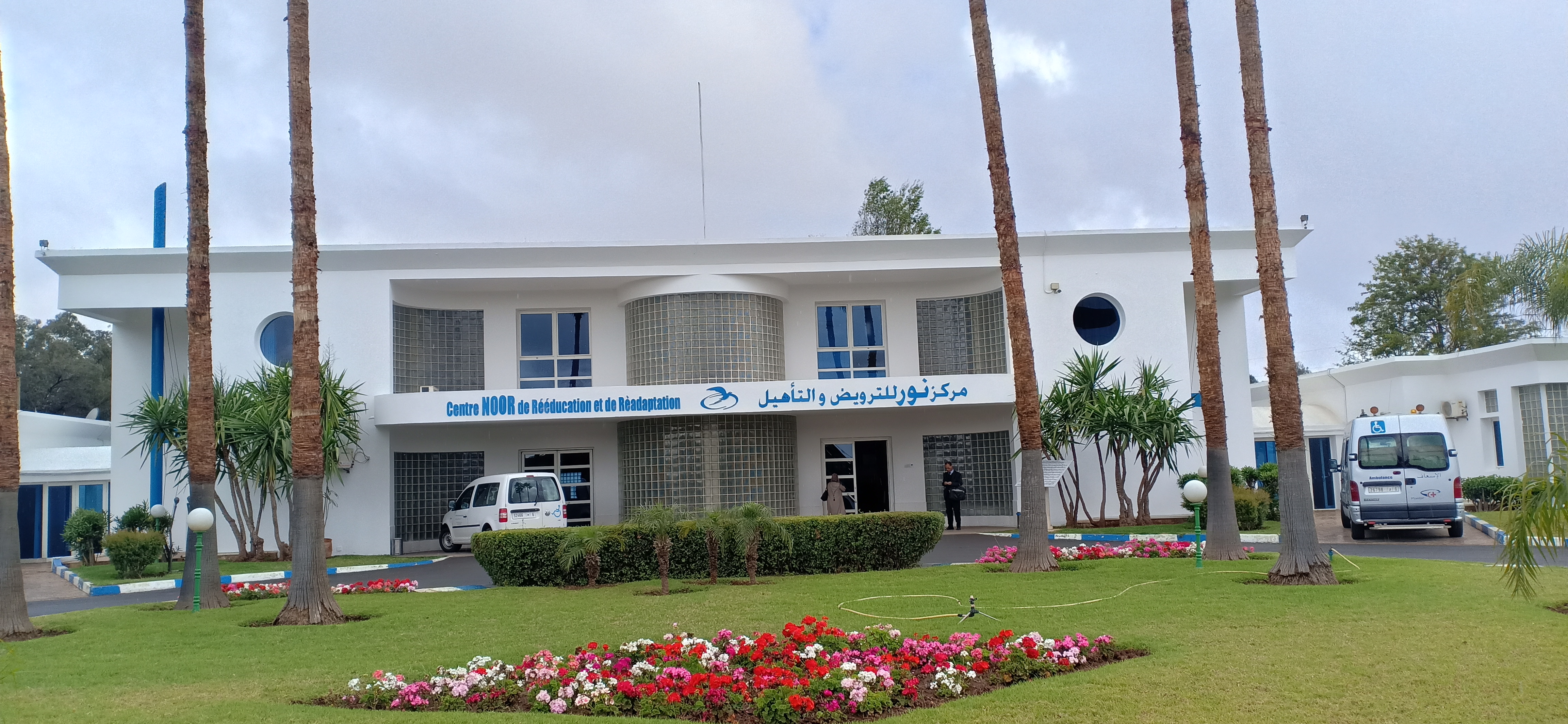
Centre Hospitalier Noor de Rééducation et de Réadaptation à Bouskoura.

Créé en 2001 par l'AMH et inauguré par sa majesté le Roi Mohamed VI, le Centre Hospitalier Noor de Rééducation et de Réadaptation à Bouskoura s’étale sur une superficie de deux hectares et joue le rôle d’interface entre le postopératoire et le retour à domicile pour une meilleure inclusion sociale et économique de la personne en situation de handicap. 
le Centre Hospitalier Noor compte aujourd’hui 115 lits d’hospitalisation, une trentaine de salles de consultation spécialisée et de rééducation, un service d’appareillage et un showroom et près de 170 collaborateurs.

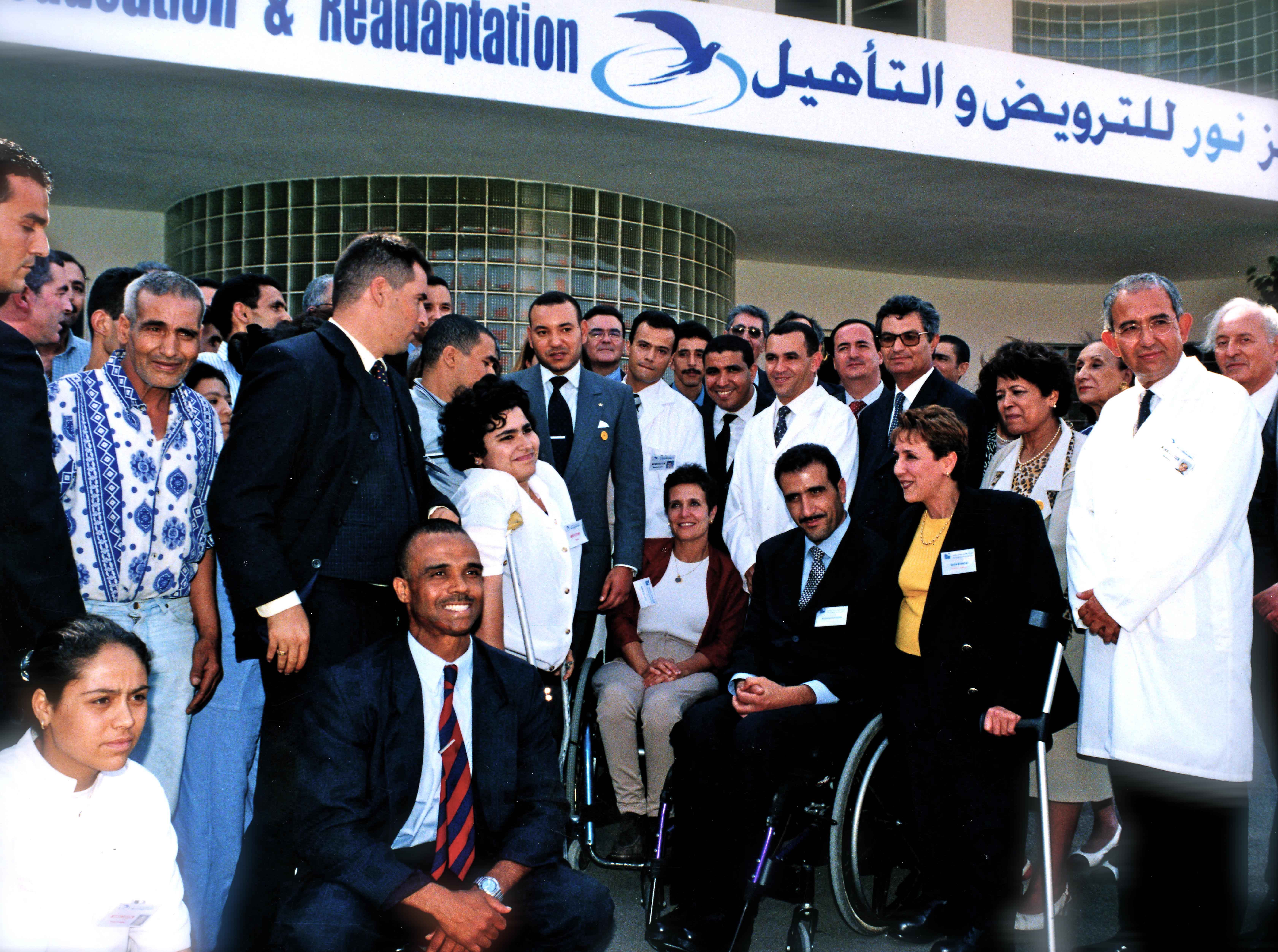
Centre Hospitalier Noor de Rééducation et de Réadaptation à Bouskoura. Inauguré par sa majesté le Roi Mohamed VI en 2001.

En 2019, le Centre Hospitalier Noor a réalisé plus de 27 000 actes gratuits auprès de patients vulnérables.
En parallèle, en 2019, l'AMH a inauguré le Centre Hospitalier Noor de Rééducation et de Réadaptation à Khouribga, pour la prise en charge, en ambulatoire, des patients de la région dans le domaine de la médecine physique et ré-éducative..

### Pôle autonomie
L'association marocaine d'entrepreneuriat social sensibilise, propose des solutions pour améliorer l’accessibilité de la ville de Casablanca aux personnes en situation de handicap.
A travers le service d'action sociale, l'association agit simultanément sur plusieurs fronts, l'appui medico-social en faisant figure d’interface entre les personnes a mobilité réduite et les professionnels de santé et prend en charge les frais de rééducation. Un appui technique (mobilité, hygiène, confort), et un accompagnement dans les démarches administratives et juridiques.
Avec ses partenaires, l'AMH organise régulièrement des activités socio-culturelles (festivités, expositions, excursions . . .) adaptées aux personnes en situation de handicap pour favoriser l’interaction sociale.

### Pôle éducation et formation
Créé en 1953 et reconnue d'utilité publique en 1957, L’institution Tahar Sebti est un établissement scolaire et de formation, il contribue à l’inclusion socio-économique des étudiants à faibles ressources. En 2015 l’ITS rejoint l'AMH.
Dans le contexte de ses activités d’orientation et d’insertion, l'AMH accompagne les enfants et personnes en situation de handicap tout au long du parcours scolaire a travers l’education inclusive, le service d’insertion scolaire qui accompagne les familles et établissement (Classe pour l'inclusion scolaire, établissements spécialisés ou non et ONG) désireux d’accueillir des élèves en situation de handicap. Et l’insertion professionnelle, en jouant le rôle d’intermédiaire, l'association accompagne les chercheurs d’emplois et les structures qui souhaitent embaucher des personnes en situation de handicap. Il évalue les besoins du candidat et de l’entreprise, sélectionne les profils adaptés et assure le suivi.